# Film de science-fiction
Un film de science-fiction (ou cinéma de science-fiction) est un genre cinématographique lié à la science-fiction présent dès le début du cinéma. Il utilise des représentations fictives, souvent basées sur la science, qui ne sont pas entièrement acceptées (voire qui sont totalement rejetées) par la science traditionnelle, telles que par exemple les formes de vie extraterrestre, les mondes extraterrestres, la perception extrasensorielle et les voyages dans le temps. À cela peuvent s'ajouter des éléments futuristes tels que vaisseaux spatiaux, robots, cyborgs, voyages interstellaires ou autres technologies.
Les films de science-fiction sont souvent utilisés pour aborder des questions politiques ou sociales et pour explorer des questions philosophiques telles que la condition humaine, le rapport au réel, la conscience, le progrès, les rapports à soi, l'autre ou la société.
Comme tout autre support, le cinéma et sa version télévisée, ont permis l'expansion du genre auprès d'un plus large public. Si la saga Star Wars y est aujourd'hui pour beaucoup, il est à noter que la SF dans tous ses sous-genres a été exploitée par la télévision et le cinéma très tôt. De grandes réussites sur ces deux médias ont très rapidement trouvé un public et assuré la pérennité du genre. On ne compte plus aujourd'hui le nombre de séries ou de films ayant influencé la pop culture et ce bien avant Star Wars (La Quatrième dimension, Flash Gordon, Star Trek, Rollerball, Soleil vert, etc.).
Depuis les années 1950, la science-fiction, bien que souvent critiquée, a permis au public comme à l'industrie de donner une dimension nouvelle aux arts cinématographiques, que ce soit dans le progrès de la réalisation des effets spéciaux (Star Wars, Terminator, Avatar, etc.) ou dans la façon d'amener une histoire aux spectateurs afin qu'ils soient absorbés par l'œuvre (The Truman Show, Farscape, Stranger Things, etc.). Ceci a eu pour effet de renforcer un intérêt sans cesse grandissant du public pour le genre, le cinéma devenant ainsi le support de prédilection de la science-fiction.
Que ce soit sous forme de blockbuster ou de petites productions (sans effets spéciaux et gros budgets), le cinéma a donné à la SF la possibilité de marquer la culture populaire de son empreinte bien plus que ses supports de bases que sont la littérature et la bande dessinée, car le cinéma est bien plus accessible au grand public que certaines autres formes d'art.

## Genèse du cinéma de science-fiction (de 1900 jusqu’à la fin des années 1950)

### Les précurseurs

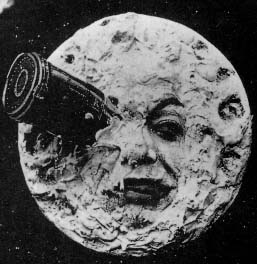
Image emblématique tirée du film Le Voyage dans la lune (1902).

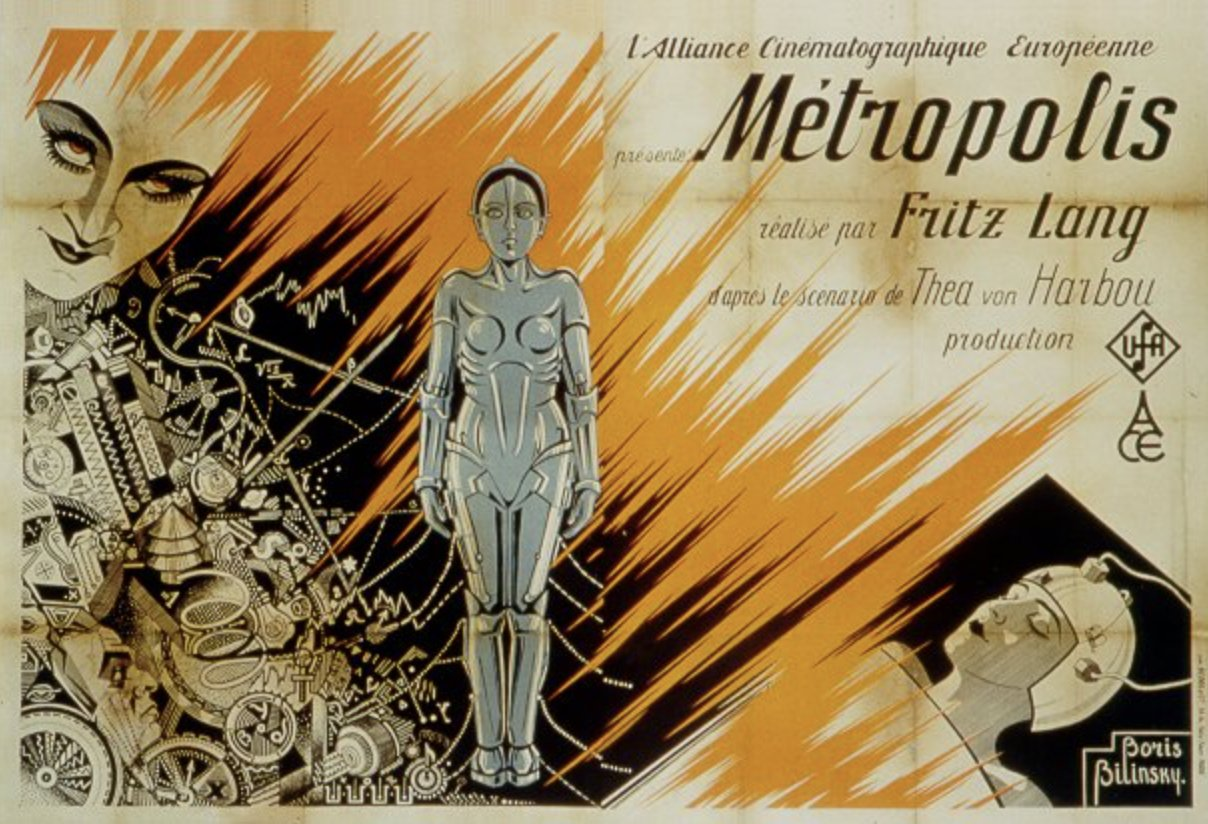
Affiche française du film Métropolis (1927). Conception : Boris Bilinsky.

Dès l'origine du cinéma, la science-fiction (SF) s'est imposée comme une nouvelle forme d'expression à la fois visuelle et intellectuelle.
Certainement influencés par les précurseurs de ce genre initialement littéraire (Jules Verne, Mary Shelley) ainsi que par le père fondateur de la SF moderne, Herbert George Wells,, les premiers cinéastes se sont rapidement approprié les thématiques futuristes propres au style.
Le Voyage dans la Lune (1902) du cinéaste français Georges Méliès est considéré comme le premier film de science-fiction à avoir vu le jour,,,,. C'est un projet audacieux pour l'époque, jonglant à la fois avec une originalité scénaristique, faisant intervenir des dimensions plutôt incongrues pour le public du début du XXe siècle (vaisseaux spatiaux, aliens, etc.), mais aussi des effets visuels, avec de nouveaux moyens techniques permis par le médium cinématographique : des effets spéciaux précurseurs qui seront encore plus d'un siècle plus tard la marque de fabrique du genre.
Le cinéma de science-fiction est né. Il exploitera dès lors plusieurs facettes de ce que peut être la SF en mélangeant l'anticipation et la science fiction horrifique.
S'il est bien un film qui marque le cinéma, il faut remonter jusque dans les années 1920 avec le célèbre et déroutant Metropolis (1927) de Fritz Lang, qui amène la science-fiction cinématographique à un nouveau niveau,. Avec son ambiance sombre, sa lecture politique et sociologique, la dystopie de Lang apporte un souffle novateur qui influencera énormément la SF des années à venir, tout en introduisant des notions et thématiques quasi indissociables du genre telles que l’oppression du système, les androïdes ou l’opulence technologique.
À l'inverse, L'Amour en l'an 2000 ne porte aucun message à caractère philosophique ou politique contrairement à d'autres films comme Les mondes futurs ou Point ne tueras au contenu à la fois dystopique et pacifiste et n'a aucune prétention à la vulgarisation scientifique ou les progrès technologiques de savant spécialisé dans les voyages spatiaux.
On peut également citer d'autres films relativement importants de la période dont Aelita (1924) du cinéaste russe Protozanov,, inspiré d'un roman de Tolstoï ; Frankenstein (1931) de James Whale ; L'homme invisible (1933) et King Kong (1933).
Les années 1940, marquées par la seconde guerre mondiale et l'immédiat après-guerre, ne sont pas propices à l'élaboration d'œuvres majeures en science-fiction,.

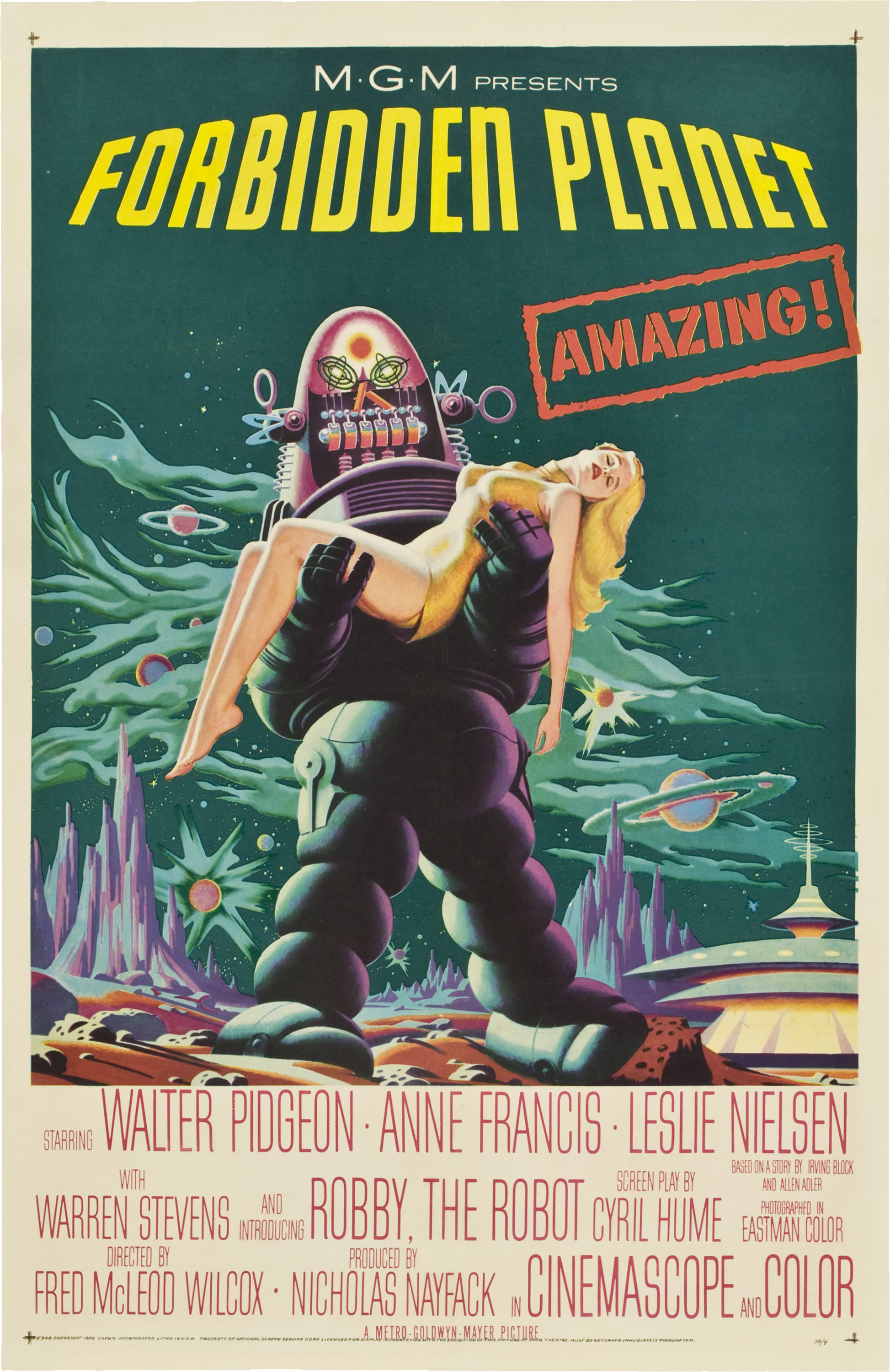
Affiche publicitaire du film de SF horrifique Planète interdite (1956).

Avec les années, les réalisateurs s'orientent beaucoup vers la SF d'horreur, le cinéma faisant de la science et des possibilités de l'univers un coffre à idées pour le cinéma d'horreur et ce jusque dans les années 1950 et le début des années 1960 ; des exemples en sont les films Le Jour où la Terre s'arrêta (1951),, et La Chose d'un autre monde (1951),,,, Planète interdite (1956), ou en Italie Le danger vient de l'espace (1958) et Caltiki, le monstre immortel (1959) de Mario Bava, ce qui signe le début de la science-fiction italienne,.

### Après l'apocalypse, les heures froides

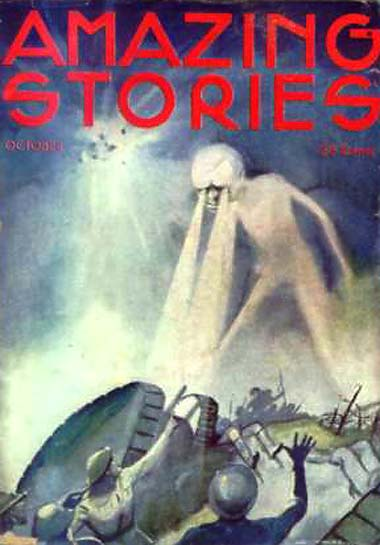
Numéro d’octobre 1933 dAmazing Stories, magazine « Pulp » spécialisé dans la science-fiction. Dans ses pages ont été publiés bon nombre d’auteurs classiques et d'incontournables du genre.

Dans les années qui suivent, notamment après la seconde guerre mondiale, la science-fiction, à l’instar de la fantasy, se développe énormément aux États-Unis, par le biais de la génération « Pulp » — en lien avec les magazines lui donnant son nom, qui ont pré-publié des nouvelles et des romans sous forme de feuilletons dans la première moitié du XXe siècle, surtout en polar et en fantastique-horreur au début, puis rapidement en fantasy et surtout en science-fiction ; ils étaient la plupart du temps vendus dans les gares ou les librairies. C’est à cette époque que seront publiés les grands noms du roman de SF comme Isaac Asimov, Philip K. Dick, Frank Herbert, Robert Heinlein, etc. En parallèle, le genre se décline aussi de façon exponentielle en bande dessinée, que ce soit aux États-Unis, au Japon ou en Europe avec des œuvres telles qu'Astro Boy de Tezuka, Flash Gordon, Green Lantern, etc.
Le cinéma suit le mouvement et la production va se lancer dans le spectaculaire et l’horrifique, cherchant constamment à innover en termes de technique. Le genre devient le terrain de jeu de la recherche d’effets spéciaux, maquettes, marionnettes, montages, jeux de lumières, costumes, maquillages, le tout mélangé dans une atmosphère de guerre froide, omniprésente dans les propos et donnant un réalisme pour l’époque à l’anticipation,,.
Les films de SF deviennent les films que les adolescents vont voir pour se faire peur, et les séries télévisées sont celles que regardent les enfants pour rêver d’aventure. Bien que certaines réalisations se démarquent plus que d’autres et restent dans la culture populaire comme des œuvres de références (La Quatrième dimension, Planète interdite (1956), Buck Rogers au vingt-cinquième siècle, etc.), c’est davantage sur le plan de la littérature que le style se développe et prend de l’ampleur à cette époque.
Ainsi, jusqu'au début des années 1960, le genre devient une sorte de niche populaire mais peu assujettie au respect de la critique qui voit en lui une « pseudo forme artistique », s’appuyant sur le fait que peu de grands réalisateurs de l’époque plébiscitent la science-fiction, la laissant aux productions à petit budget.

## SF sur petits et grands écrans (des années 1960 à la fin des années 1970)

### La renaissance et l'engouement
Les années 1960 commencent à peu près comme avait fini la décennie précédente pour la réalisation d’œuvres de science-fiction.
Mais 1960 marque la première grande adaptation sur grand écran d’une œuvre majeure : La Machine à explorer le temps (1960) de l'Américain George Pal, tirée du roman éponyme — premier véritable livre de SF moderne — de H. G. Wells. Apportant un souffle nouveau, prenant les thématiques plus aux sérieux en les mettant en scène de façon très professionnelle avec un budget relativement conséquent pour l’époque, le cinéma de SF se veut plus proche de ce qui fait l’essence même du genre, à la manière de la série américaine La Quatrième dimension (diffusée à la télévision entre 1959 et 1964).
De plus, la perpétuelle recherche dans le domaine des effets spéciaux pour les films futuristes permet à cette adaptation de Wells de remporter en 1961 l’Oscar des meilleurs effets spéciaux. Ce qui deviendra avec les années la marque de fabrique du genre.
Les années suivantes marquent un tournant. Une démocratisation vers le grand public se met petit à petit en place. Dans la lignée de La Quatrième dimension, les sujets abordés se veulent plus sombres tout en étant plus terre-à-terre.
La grande révolution visuelle a lieu en 1968 avec la sortie du film 2001, l'Odyssée de l'espace,,, réalisé par Stanley Kubrick, en parallèle à la sortie du roman éponyme d'Arthur C. Clarke, auteur à succès et scénariste sur le long métrage. C'est un carton commercial, le film devient très rentable et l'engouement du public, bien que parfois mitigé, propulsera l’œuvre au rang de classique du 7e art ; de même, la critique, même si plus tempérée à l'époque de la sortie, est aujourd'hui unanime sur la qualité du rendu final. C'est une véritable avancée, tant sur la manière de raconter une histoire que par les progrès des techniques d'effets spéciaux. Avec 2001, l'Odyssée de l'espace, la critique élitiste commence à admettre que la science-fiction peut être un sujet intéressant, bien que ce monument du cinéma fait presque office « d'exception » dans les écrits de la presse de l'époque. De nos jours, la presse élitiste ne manque pas d'éloges à son égard.

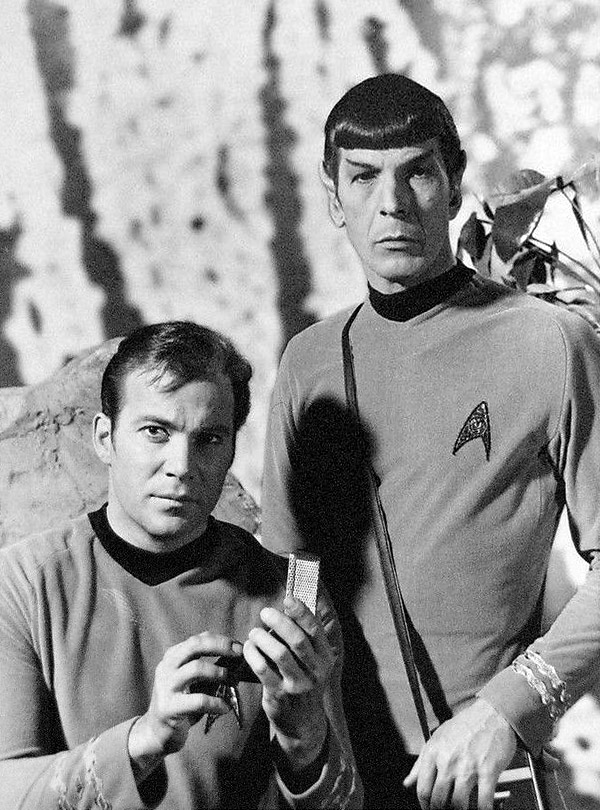
Les acteurs William Shatner et Leonard Nimoy, respectivement dans leurs rôles du capitaine Kirk et de Spock dans la première série Star Trek.

Ces années sont également marquées par un grand nombre de sorties d’œuvres devenues cultes aujourd'hui. Il en est ainsi de La Planète des singes (1968), de Franklin Schaffner, film tiré du roman du français Pierre Boulle avec en vedette l'une des plus grandes stars hollywoodiennes de la décennie : Charlton Heston. C'est aussi l'arrivée à la télévision de séries incontournables du genre avec notamment Les Envahisseurs (1967) et surtout Star Trek (1966) qui devient un des premiers phénomènes de masse lié à la SF. Cette dernière série deviendra en effet une des principales références du cinéma de fiction. Elle sera aussi au fur et à mesure des décennies dérivée en suites, spin-offs, reboots et remakes sur grands comme petits écrans, la franchise devenant une figure de proue qui aura une influence considérable sur les réalisateurs et scénaristes en devenir et ce, jusqu'à nos jours. Avec Star Trek, la SF, bien que toujours pointée du doigt, s'est vue devenir de plus en plus communautaire en unissant des milliers (des millions aujourd'hui) de personnes à travers le monde sous la même bannière, le mouvement trekkie était né, rassemblant des légions de fans sur toute la planète lors de conventions ou d'évènements communautaires consacrés à la culture et l'univers de licence,.
Cet engouement pour la naissance de grandes licences SF se fait également ressentir au cinéma, notamment avec La Planète des singes (1968), avec pour vedette Charlton Heston, qui fut un très grand succès à sa sortie et qui amorce la notion des grandes sagas du genre en devenir. Cette série de films, qui connaîtra des suites tout au long des années 1970, marquera la culture populaire de son empreinte, à tel point que l'on ne compte plus le nombre d'hommages et de clins d'œil faits au titre. Soixante ans après, Hollywood tourne encore des films de la licence comme c'est le cas pour Star Trek (cité plus haut), montrant l'impact qu'ont eu les années 1960 sur la science-fiction.

### La rébellion
Les années 1970 sont le grand tournant pour la science-fiction sur pellicule.
En plein contexte de changements sociaux, le cinéma de science-fiction, bien qu'étant toujours un divertissement, se rapproche de la critique sociétale et politique, explore la théologie, cherche à percer l'essence de l'être humain. La violence n'y est plus représentée uniquement de façon guerrière, aventurière ou apocalyptique. Elle devient crue, réaliste, saignante et macabre s'inspirant du film noir créant un courant appelé NeoNoir (mélange du cinéma noir et de la SF). La SF devient une démonstration de ce qu'est la folie humaine, de ce qu'elle peut engendrer, de ce vers quoi nous pourrions aller. Ainsi naissent quelques grands classiques tel que Soleil vert (1973),,, de Richard Fleischer avec Charlton Heston, adapté du roman du même nom de Harry Harrison ; le sanglant Rollerball (1975) de Norman Jewison; le très violent et dérangeant Orange mécanique (1971) de Stanley Kubrick, ; ou encore, sans entrer dans le NeoNoir, Mad Max (1979) de George Miller avec Mel Gibson où la folie humaine, poussant chacun de plus en plus vers les atrocités, finit par déclencher l'Apocalypse.
La science-fiction devient une forme d'expression puissante permettant d'expérimenter à l'écran de nouvelles manières d'aborder des idées, en rendant le visuel, l'image, source d'interrogation.
D'un autre côté, c'est également à cette époque que l'avènement du genre a véritablement lieu. La SF devient un divertissement grand public pour toutes les tranches d'âges, aidée par la démocratisation de la télévision. L'animation — dont l'animation japonaise — s'empare du genre en donnant naissance aux célèbres dessins animés Capitaine Flam et Albator, le corsaire de l'espace. La télévision commence à produire des séries télévisées avec un peu plus de budget comme Super Jaimie, Cosmos 1999, L'Homme qui valait trois milliards ou Galactica. De son côté, le cinéma américain d'Hollywood hésite de moins en moins à investir dans des productions du genre, ces dernières demandant de plus en plus d'argent pour la réalisation afin de sans cesse faire évoluer le progrès des effets spéciaux. Dans cette lignée, voient le jour des incontournables : Rencontres du troisième type (1977) de Steven Spielberg, Superman (1979) de Richard Donner, Alien le huitième passager (1979), de Ridley Scott et, surtout, le film qu'aucun producteur ne voulait financer mais qui bouleversera aussi bien les codes de la science-fiction que l'industrie du cinéma tout entière : Star Wars, épisode IV : Un nouvel espoir (1977) de George Lucas,,.
Plus qu'un simple film, Star Wars et devenu en quelques mois un véritable phénomène de société. Plus que rentable, l'univers de George Lucas touche toutes les tranches d'âges, toutes les couches de la société. Merchandising, produits dérivés, suites, etc. Très vite, l’œuvre devient l'un des plus grands classiques du cinéma de science-fiction. Aujourd'hui encore le phénomène ne cesse de prendre de l'ampleur au point que même une religion s'est développé autour des films.

## Développement et consommation du genre (les années 1980)

### Les années SF
La décennie 1980 restera comme la plus marquante pour le soft power américain. Centrée sur la jeunesse et l'innovation, elle est pour le cinéma en général, mais surtout pour la science-fiction l'époque de toutes les possibilités.
On ne compte plus le nombre de classiques du genre parus dans ces années-là. Tantôt légère, tout public et humoristique, tantôt sombre, oppressante et déshumanisée, la SF en séries comme en longs métrages des années 1980 est un carrefour à la croisée des chemins de l'infiniment possible.

### Tout public
Dans un contexte où la télévision est maintenant dans quasiment tous les foyers, les productions — notamment américaines pour les séries et les films, et japonaises pour les séries d'animation — ont commencé à se multiplier. Ainsi, très rapidement, le genre est grandement représenté, facilitant ainsi l'approche du public.
Alf (1986), San Ku Kaï (1980), V (1983), Les Mystérieuses cités d'or (1982), K 2000 (1982) ou encore Ulysse 31 (1981) sont autant d'exemples télévisuels, parmi beaucoup d'autres, de l'influence sur la culture populaire qu'a eu le cinéma de SF des années 1980,,.
Les feuilletons télévisés de SF se veulent souvent mêlés avec l'aventure. Les scénarios n'y sont pas toujours développés autour du genre, mais l'esprit y est davantage bon enfant que lors de la décennie précédente, qui était plus ferme, plus terre-à-terre dans l'ensemble.

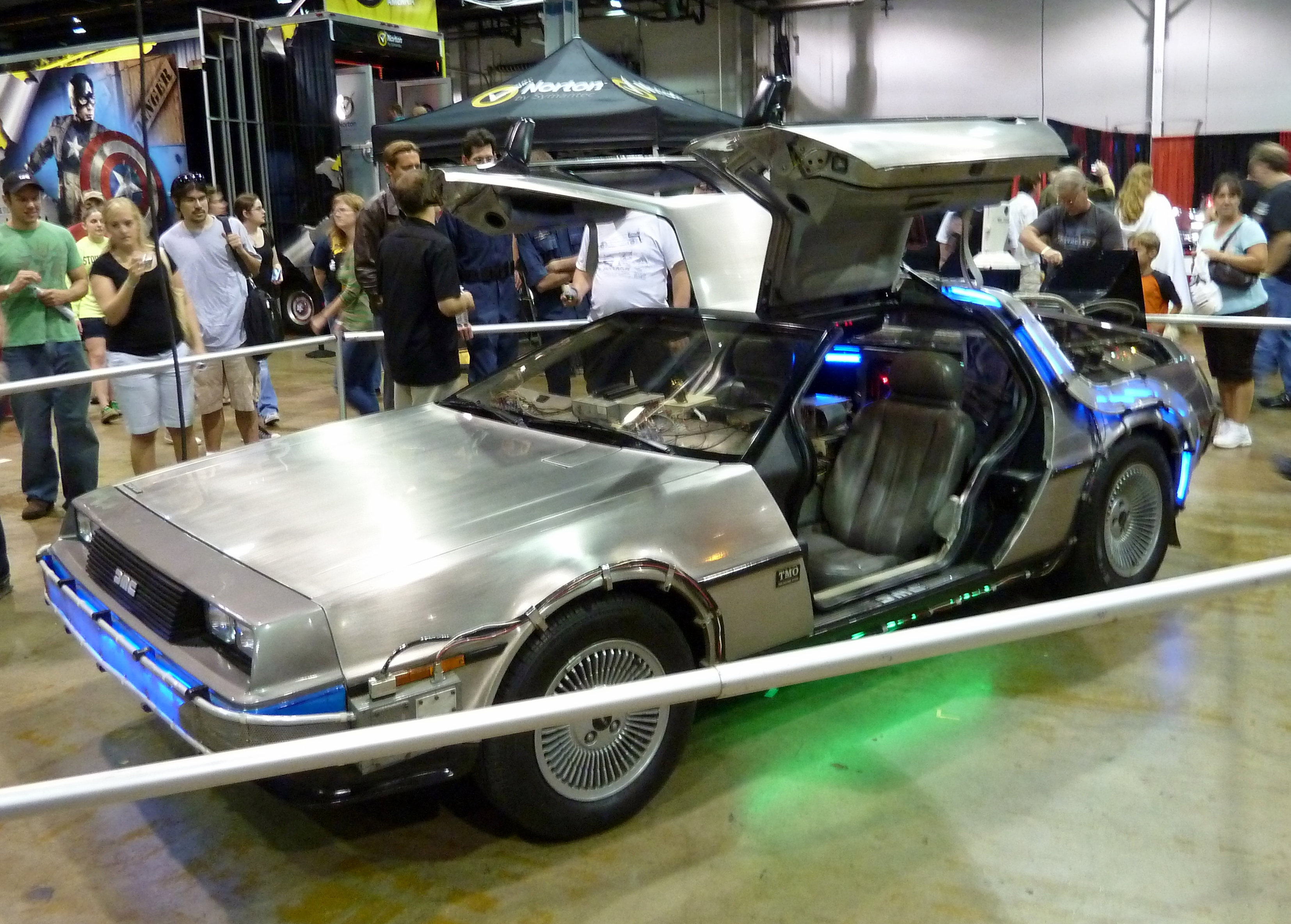
Une des DoLorean utilisées pour le tournage des films de la saga Retour vers le futur.

Il en va de même pour la diffusion sur grand écran.
En effet, beaucoup de sorties témoignent de cette orientation tirant de plus en plus vers le divertissement, où le propos n'est pas de questionner le spectateur, mais de l'embarquer dans une histoire plaisante.
C'est dans cette optique que des films culte ayant marqué l'histoire d'Hollywood et du cinéma en général voient le jour.
Que ce soit E.T., l'extra-terrestre (1982) de Steven Spielberg qui a ému toute une génération, Retour vers le futur (1985) de Robert Zemeckis, Cocoon (1985) de Ron Howard, L'Aventure intérieure (1987) de Joe Dante, J'ai épousé une extra-terrestre (1988) de Richard Benjamin ou les énormes succès commerciaux que sont les deux nouveaux opus de la saga Star Wars, Star Wars, épisode V : L'Empire contre-attaque (1980) et Star Wars, épisode VI : Le Retour du Jedi (1983), tous dénotent de cette envie de captiver plus que de questionner.
Bien que la lignée des films des années 1970 soit tout de même assurée avec, par exemple, les suites de Mad Max, Mad Max 2 : Le Défi (1982) et Mad Max 3 : Au-delà du dôme du tonnerre, ou encore Alien II (1986) de James Cameron, ceux-ci dénotent d'une influence et d'une émergence de plus en plus forte d'un point de vue commercial pour le genre.

### La TechNoir

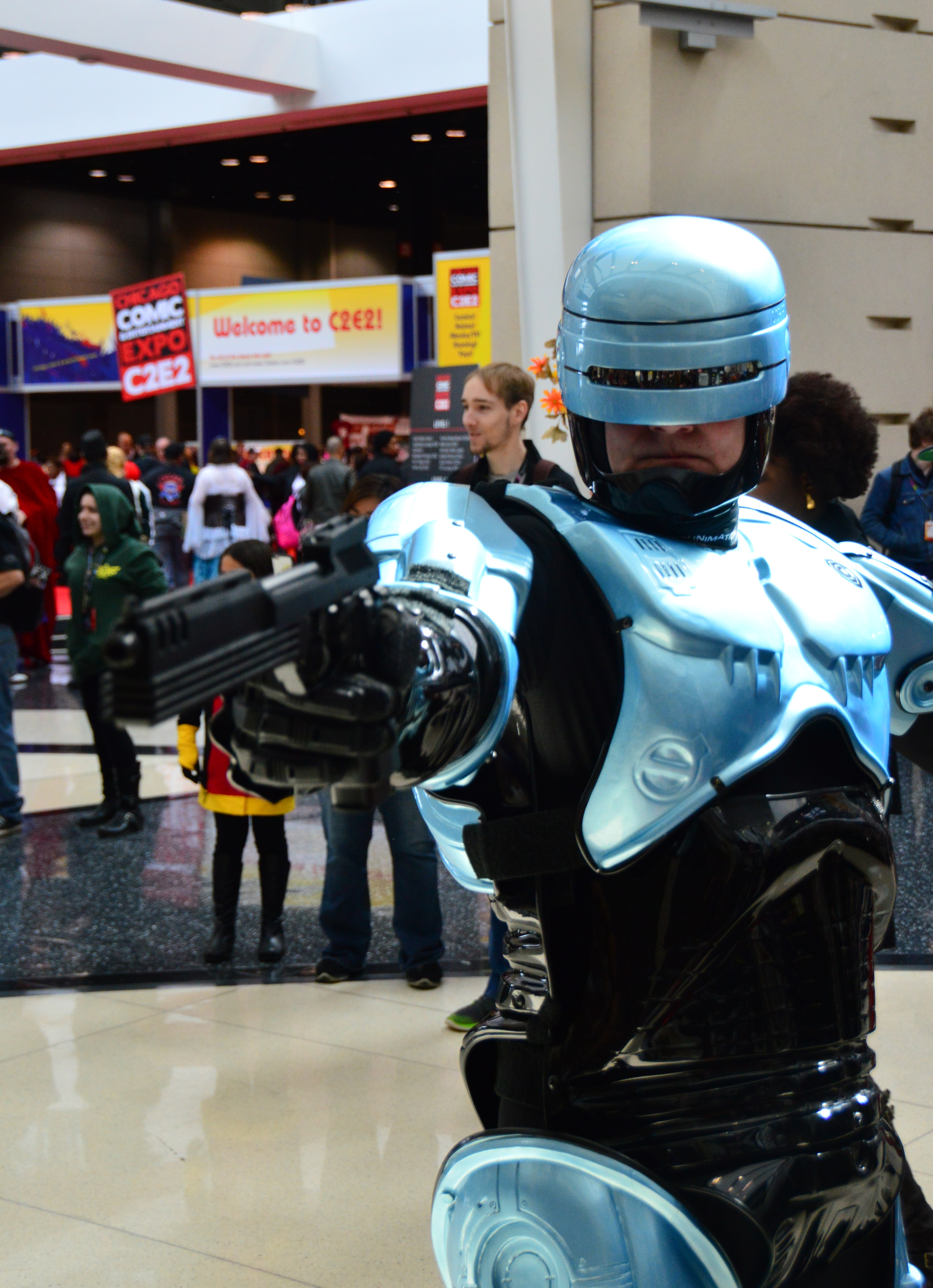
Le policier cyborg RoboCop.

La TechNoir (également écrite Tech-noir et aussi connue sous le nom cybernoir et souvent confondue avec la science-fiction noir, le NeoNoir) est un sous-genre du cinéma de SF, mélange de film NeoNoir et de science-fiction d'anticipation montrant le progrès technologique comme un danger une fois poussé à son paroxysme,.
Le terme vient du film Terminator (1984) de James Cameron — dans lequel la boîte de nuit porte ce nom — et définit des films dans lesquels la technologie est présentée comme une force néfaste, destructrice, dangereuse, à l'image de ses créateurs, habitée par le goût et le désir de destruction,.
En contraste avec la SF tout public très développée de l'époque, la TechNoir reprend les codes de la violence propres à la décennie précédente en venant lui greffer des éléments de films d'actions (très populaires dans les années 1980) et en rendant la brutalité moins malsaine afin de la rendre plus spectaculaire ou de la détourner en gêne par blocage vis-à-vis de nos normes sociales.
Le véritable pionnier du genre est Blade Runner (1982) de Ridley Scott, première adaptation du romancier Philip K. Dick — d'après son roman Les androïdes rêvent-ils de moutons électriques ?, renommé plus tard avec le titre du film. Son univers cyberpunk, son ambiance de polar, ses décors étouffants et ses androïdes fugitifs et tueurs donnent à la science-fiction une dimension nouvelle ; l'homme y est écrasé par le système, la technologie y est dangereuse et la violence quasi omniprésente. Dans cette lignée, sortiront alors des titres marquants, pas forcément rattachés au cyberpunk, mais tous issus des sous-genres les plus sinistres de la SF (dystopie, utopie malsaine, SF militaire, SF horrifique…). On peut citer parmi les plus connus : le premier film Terminator, Tron (1982) de Steven Lisberger, Maximum Overdrive (1986) de Stephen King, La Mouche (1986) de David Cronenberg ou encore le très violent RoboCop (1987) de Paul Verhoeven.
Le style TechNoir continuera de se développer durant la décennie suivante et perdure aujourd'hui encore bien qu'il soit toujours confondu avec le NeoNoir (style qui lui a donné naissance).

### Influence et culture kitch
Plus qu'aucune autre période, les années 1980 ont une influence très importante sur la culture populaire ; des décennies plus tard, ses séries, films et autres univers ont marqué les générations. On pourrait aller jusqu'à parler d'une nostalgie des années 1980.
La plupart des films de SF de ces années ont créé un engouement fort et influencé les gens dans tous les domaines. En science-fiction, cette influence se ressentira énormément dans les années 1990 et même jusque dans les années 2010 ou 2020, où les 80's fascinent et restent comme une tendance ; on peut citer par exemple la série Stranger Things (2016) des frères Duffer, une des plus regardées sur la plate-forme Netflix et considérée par la critique comme l'une des meilleures séries, toutes générations confondues — son principe reposant sur le contexte, le cadre et le décor des années 1980,.

## Déferlante des films de SF (des années 1990 à la fin des années 2000)

### Héritage et évolution
Les années 1990 restent une période relativement ambiguë pour le genre SF, à la fois dans la continuité de la décennie précédente et, en même temps, dans une optique de modernité. Ces années ont vu arriver énormément de projets.
D'un côté, certains réalisateurs sont restés dans le chemin déjà tracé par les années 1980, notamment la TechNoir dont une bonne partie des sorties du genre ressemblait à s'y méprendre à celles déjà existantes : les deux suites de RocoCop, très proches de la série B, montrent ce lignage, à l'instar de films comme Planète hurlante (1995) de Christian Duguay ou de Ghost in the shell (1995) de Mamoru Oshii, ainsi que Total Recall (1990) de Paul Verhoeven. Ceci étant l'un des résultats de l'influence du cinéma américain et de l'impact des œuvres de SF sur les auteurs, scénaristes et réalisateurs en devenir.
Cette influence des années passées se retrouve également dans les films SF en général. Que ce soit par le côté film d'action comme dans Demolition Man (1993) de Marco Brambilla, avec pour vedette Sylvester Stallone, star du cinéma d'action des 80's, ou par le côté décalé et familial comme dans Coneheads (1993) de Steve Barron, de Opération Alf (1996) de Dick Lowry ou de la conclusion de la saga Retour Vers le futur avec son troisième volet.
À la télévision, on assiste plus rapidement à une émancipation vis-à-vis de la génération précédente. Des séries davantage dans l'air du temps voient le jour, certaines devenant même des références incontestées du cinéma de science-fiction. Ce sont, par exemple, Stargate SG-1 (1997), adaptée du film Stargate, la porte des étoiles (1994) de Roland Emmerich avec Kurt Russell ; Sliders (1995) ; le réaliste et effrayant X-Files (1993) ; Futurama (1999) ; SeaQuest (1993) ; Cowboy Bebop (1998) ; ou la passionnante et inventive aventure Farscape (1999) qui deviendra une des références en matière de science-fiction, toutes générations confondues,.
Mais les années 1990 sont aussi la période de la modernisation, tant sur le plan technologique que sur celui des effets spéciaux. De nouvelles techniques sont expérimentées, notamment les images numériques (ou images de synthèse) et vont rapidement se développer avant de réellement se démocratiser avec la décennie qui suivra. Ainsi naîtront des visuels jamais explorés pour l'époque, comme dans Star Wars, épisode I : La Menace fantôme (1999) qui, d'une main de maître, impose une fois encore la saga comme maîtresse du genre
La TechNoir aussi fait peau neuve, évoluant sur de nouvelles idées scénaristiques et de nouveaux concepts avec Virus (1990) de John Bruno ou Terminator 2 : Le Jugement dernier (1991) de James Cameron, moins sombre que son prédécesseur mais plus moderne, plus entraînant et plus dramatique que celui-ci. Elle s'émancipe vraiment avec Matrix (1999) des Wachowski où la Machine dangereuse et impitoyable devient notre société entière. Ce film deviendra un pilier du genre et provoquera un véritable engouement, tant dans la culture pop que dans les cultures internet et complotistes.
De plus, la patte de cette fin de XXe siècle se fait également ressentir dans des productions mémorables de cette décennie avec notamment : L'Homme Bicentenaire (1999) de Chris Columbus d'après l'œuvre d'Isaac Asimov ; Bienvenue à Gattaca (1997) de Andrew Niccol renouant avec la tradition de la dystopie ; ou bien Armageddon (1998) de Michael Bay. Ces films relativement terre-à-terre contrastent alors avec les productions de science-fiction humoristique très ancrées dans l'époque, comme la trilogie Austin Powers commencée en 1997, ou Men in Black la même année.

### L'an 2000, le futur
Les années 2000 marquent un point de transition dans la conception de la science-fiction à l'écran.
Si quelques standards du genre font de la résistance en restant sur les codes des années 1990, comme À l'aube du sixième jour (2000) de Roger Spottiswoode, un style propre à ce début de siècle s'impose très rapidement.
L'évolution des techniques cinématographiques, notamment grâce à l'assistance informatique qui se démocratise de plus en plus, le XXIe siècle s'ouvre sur l'air du film numérique, aussi bien pour la réalisation que pour la production des effets spéciaux.

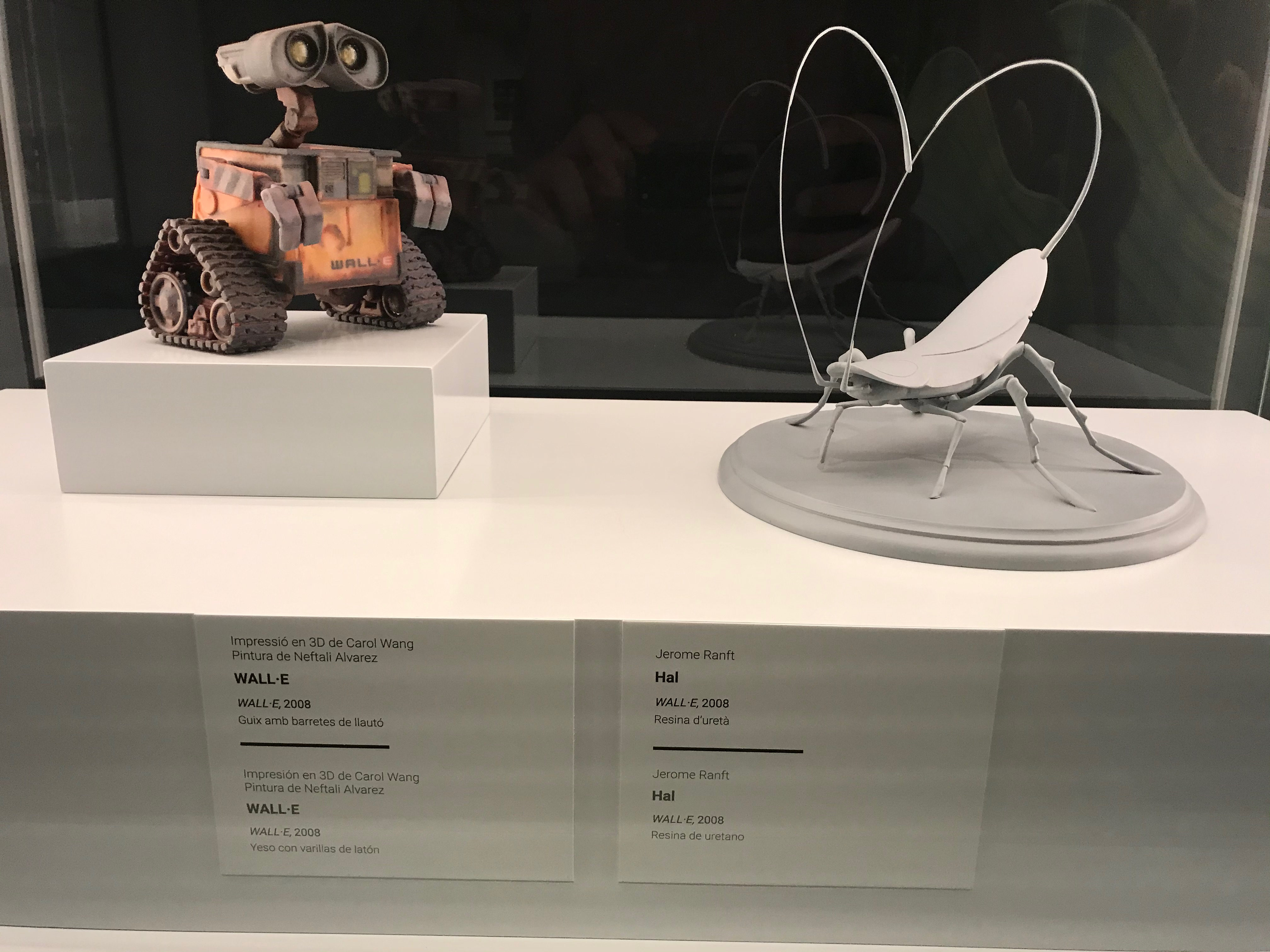
Maquettes de modélisation utilisées par les studios Pixar pour la réalisation du film WALL-E.

En figure de proue de cette évolution de l'image de synthèse se voulant de plus en plus détaillée et réaliste, viennent les deux derniers films de la saga de George Lucas : Star Wars, épisode II : L'Attaque des clones (2002) et Star Wars, épisode III : La Revanche des Sith (2005), conclusion de son œuvre commencée en 1977, bien que l'on ait déjà pu les voir en évolution dans la décennie précédente. Mais l'an 2000 va en faire une de ses principales ressources. D'autres films s'essayent rapidement aux images de synthèse et vont ainsi influencer et faciliter leur utilisation par Hollywood et le reste du monde. S'y retrouvent par exemple : Mission to Mars (2000) de Brian De Palma ; I, Robot (2004) d'Alex Proyas, inspiré d'Isaac Asimov et avec Will Smith ; ou bien, dans une autre façon de faire, A Scanner Darkly (2006) de Richard Linklater. L'incrustation d'images numériques via la post-production atteint une nouvelle dimension avec Avatar (2009) de James Cameron, repoussant les limites de leur utilisation. Même si le genre a déjà eu droit à ses propres longs métrages d'animation en images numériques — Les Indestructibles (2004), Robots (2005), WALL-E (2008) —, c'est avec Avatar — et avec le Transformers (2007) de Michael Bay — que les images de synthèse acquièrent davantage de réalisme et deviennent une norme dans les blockbusters de plus en plus populaires.
Ces années sont celles de la génération internet et le désir de modernisation se fait ressentir, on assiste donc dans cette optique à la sortie de remakes et reboots plus ou moins réussis de chefs-d'œuvre du cinéma de SF, dont La Planète des singes (2001), Rollerball (2002), Battlestar Galactica (2004), Invasion (2007) ou V (2009).
Les années 2000 voient aussi la SF devenir un genre à part entière, et cela grâce à un public plus vaste dû en partie aux sorties visant un public large depuis les années 1980. Ainsi, la multiplication des séries du genre à la télévision semble naturelle et logique. Invisible Man (2000), Smallville (2001), Fullmetal Alchemist (2003), Torchwood (2006), Terminator : Les Chroniques de Sarah Connor (2008), etc. sont autant d'exemples de ce développement du genre auprès du public.
Enfin, cette décennie est également le berceau de l'émergence du film de super-héros, dont énormément d'histoires sont de la science-fiction. Ce style sera annonciateur de l'évolution de la SF pour la décennie suivante. Les films majeurs concernant les super-héros de SF de cette époque sont le Spider-Man (2002) de Sam Raimi et ses deux suites en 2004 et 2007 ; la saga des X-Men, débutée en 2000 avec le film X-Men de Bryan Singer et toujours en cours aujourd'hui ; ou encore DareDevil (2003) de Mark Steven Johnson et Iron Man (2008) de Jon Favreau, qui ouvrent la voie à l'une des plus longues sagas cinématographiques de l'histoire — et surtout l'une des plus rentables —, la Saga Avengers, elle aussi toujours en cours de nos jours.

## La science-fiction et ses nouveaux modes de consommation (des années 2010 à aujourd'hui)

### Le monde prophétisé par la SF
La décennie 2010 est la concrétisation de ce qui a été amorcé durant les dix années qui l'ont précédée : la technologie est partout. Smartphones, ordinateurs, internet, le monde ressemble à ce que la science-fiction des cent dernières années avait décrit avec tant de méfiance et de fascination,,.
L'accès et l'approche de la culture, les méthodes de la consommer ont, de ce fait, évolué également. Tout le monde peut désormais écouter de la musique ou regarder un film depuis son téléphone portable,. Le cinéma se consomme de plus en plus sous forme de séries, notamment grâce au développement des plate-formes d'hébergement de vidéos payantes permettant à chacun de regarder un long métrage lors d'un trajet en train ou en bus, par exemple.
Le cinéma de science-fiction est lui aussi soumis à cette nouvelle forme de consommation additive et dématérialisée. Des créations originales dans le genre ont rapidement vu le jour.

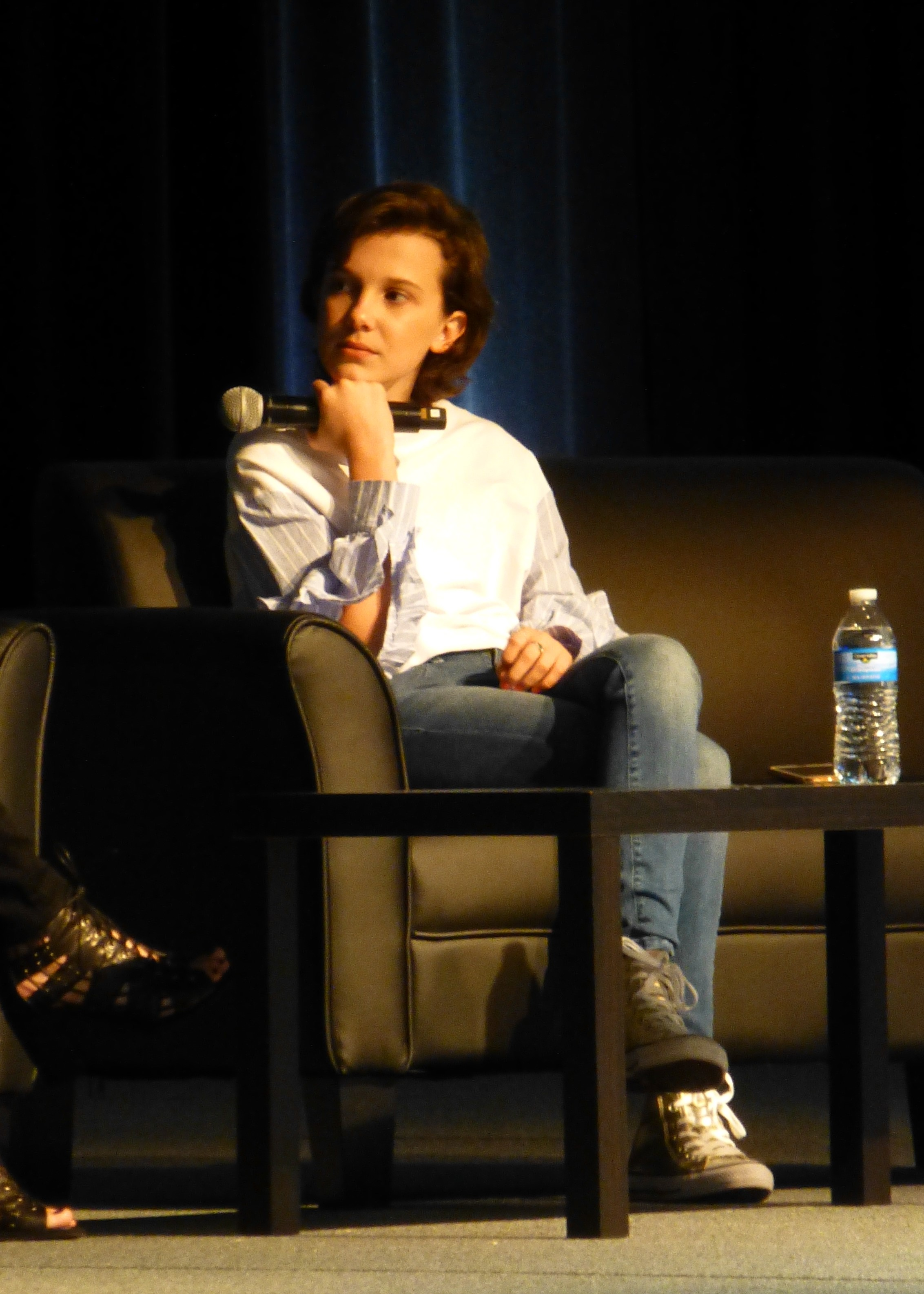
Millie Bobby Brown, actrice interprétant le rôle de « Onze / Elfe » dans la série de SF horrifique de Netflix, Stranger Things.

Parmi les séries de SF, on retiendra, entre autres :  Black Mirror (2011), une anticipation de TechNoir terrifiante ;  Le Maître du Haut château (2015), adaptée du  roman éponyme de Philip K. Dick ; Philip K. Dick's Electric Dreams (2017), à la croisée des deux univers cités précédemment ; The Mandalorian (2019) de Jon Favreau, tiré de l'univers Star Wars après le rachat de la licence par Disney auprès de George Lucas ; ou encore le passionnant Stranger Things (2016), mélangeant les influences en plaçant à la fois son cadre dans les années 1980 et en faisant des clins d'œil rendant hommage à la science-fiction et la pop culture dans sa globalité,. Des longs métrages sont également sortis via les plateformes d'hébergement, apportant quelques nouveautés à la SF, dont notamment :  Annihilation (2018) d'Alex Garland, ou l'effroyable et sanglant La Plateforme (2019) de Galder Gaztelu-Urrutia.
Le cinéma ne se cantonne pas seulement à ces plateformes de streaming, les sorties en salles liées à la SF continuent dans la lancée de la fin des années 2000, en continuant de surfer sur la mode des films de super-héros, mais pas seulement : la nouvelle trilogie Star Wars créée par Disney, bien qu'ayant reçu une réception très mitigée par la critique, remporte un grand succès commercial. D'autres films, tels Inception (2010) et Interstellar (2014), tous deux de Christopher Nolan ; Ready Player One (2018) de Steven Spielberg ; Mad Max: Fury Road (2015) de George Miller ;  Logan (2017) de James Mangold ; ou la saga  Hunger Games (2012-2015), pour ne citer qu'eux, ont connu un succès fort auprès du public, et parfois même de la critique. La tendance reste cependant dans une idée de recyclage dans le sens où la plupart des grands succès naissent en tant que projet gravitant autour de films déjà existant, suites, reboot, remake, spin-off, prequel, etc. jouant indéniablement sur le spectaculaire pour attirer le public. La plupart du temps ces démarches sont finalement des déceptions pour le public malgré les retombées économiques des sorties en salle comme ce fut le cas pour Star Wars notamment. Cependant, quelques exceptions ont émergées comme la saga prequel de La Planète des singes commencée en 2011 vouée à continuer dans les années 2020.
Une fois n'est pas coutume, le cinéma hollywoodien a dominé le marché de cette décennie, proposant des blockbusters comme des sorties plus intimes via les plateformes, cette évolution de la consommation faisant écho à ce qu'écrivaient des auteurs de science-fiction des années 1950-1960 comme Isaac Asimov, Robert A. Heinlein, Philip K. Dick ou encore Brian Aldiss,.

### Le futur c'est maintenant
Les années 2020 commencent comme se termine la décennie précédente, dans la continuité de ce qui avait été commencé à la fin des années 2000, avec des prévisions pour la suite notamment de la saga Avengers, ou encore l'annonce de Disney d'une nouvelle trilogie Star Wars et de nouvelles séries tirées de cet univers.
Des sorties comme  Les Nouveaux Mutants (2020), de Josh Boone, et Deadpool 3 (annoncé pour 2023) — suites de la saga X-Men — ;  Venom II (2021) de Andy Serkis ;  Black Widow (2021) de Cate Shortland — suite de la saga Avengers — sont autant d'exemples de cette volonté de continuer sur la lancée des films de super-héros, battant les records d'entrée depuis une vingtaine d'années. Une logique commerciale qui dénote d'une volonté lucrative sans trop d'effort de la part du cinéma américain. À l'inverse, l'émergence de productions plus petits budgets via les plateformes de diffusions tentent de trancher dans ce marché commençant à tourner sur lui-même.
Des remakes sont également toujours programmés comme  Dune (2021) de Denis Villeneuve, ou  Invisible Man (2020) de Leigh Whannell. Bien que cette manie de reprendre du vieux pour refaire du neuf soit héritée des 00's, elle renforce l'idée que l'industrie Hollywoodienne en général ne voit qu'un intérêt pécuniaire à contrario des années 1980 et 90 qui, bien que dans une politique de consumérisme et de soft-power, prenait pour intérêts de créer des histoires qui avaient pour but de plaire au public. Le but de ces reboot et remakes étant de relancer des licences cinématographiques dans l'idée de pouvoir en faire des suites et d'ainsi pouvoir surfer sur le succès et ce à long terme. Il en va de même, que de nombreuses œuvres se voient développer des suites, notamment pour Avatar de James Cameron ou encore pour la série des  Jurassic Park commencée en 1993 par Steven Spielberg.
De même, les plateformes de streaming continuent à produire ou coproduire des films et séries de science-fiction, comme c'est le cas de Dune — cité plus haut ou de  Fondation (2021), une nouvelle adaptation de l'univers littéraire d'Isaac Asimov.
Le ton exprime donc de prime abord une volonté de faire dans la continuité des vingt dernières années. C'est-à-dire viser un public large en naviguant sur des eaux déjà explorées : suites, remakes, adaptations (voir remakes d'adaptations), comme si, encore une fois, certains mondes imaginés par le genre au cours des 120 années précédentes se réalisaient : une fois les concepts les plus percutants, déroutants et sinistres explorés, l'imagination allait péricliter et se contenter de peu, un écho tout particulier au film de science-fiction humoristique Idiocracy (2006) de Mike Judge.
Dès le début de décennie la SF impose sa marque, une fois de plus, sur sa place en tant que genre auprès du grand public. En dénote l'attente se faisant autour de la sortie du  quatrième volet de la saga Matrix débutée en 1999. Montrant à la fois un véritable attachement du public pour la science-fiction et confirmant le mercantilisme d'Hollywood à son égard.
Cependant, à la suite de l'épidémie mondiale de COVID-19, obligeant les cinémas à fermer leurs portes pendant plusieurs mois, la réouverture des salles n'attira pas le grand public à revenir. On assiste donc à une baisse de fréquentation des cinémas, ce qui impacte le marché — les films rapportant de moins en moins pour leurs sorties en salles, les productions investissent moins dans de nouveaux projets. Face à cette "crise du cinéma", de plus en plus de réalisateurs et producteurs se tournent vers les plateformes de streaming.
Cependant, la sortie du second volet de la saga Avatar, avec Avatar 2 (fin 2022), tend à annoncer une reprise de la fréquentation des salles obscures qui serait donc en partie engendrée par le cinéma de science-fiction,. De plus, de nouveaux films en production attirent l'engouement du public, par exemple la suite de la saga prequel à La Planète des singes,.

## Documentaires
En 2011, Ridley Scott  réalise et présente une série de reportage nommée Prophètes de la science fiction. Au cours de cette série le cinéaste passe en revue la biographie de grands noms du genre, auteurs et réalisateurs et de leurs impacts sur son évolution propre, immergeant ainsi le spectateur dans l'histoire de la sf littéraire et cinématographique.
En 2018, le célèbre réalisateur, James Cameron a créé une série documentaire sobrement intitulée James Cameron's story of science fiction dans laquelle il part à la rencontre de grands réalisateurs et producteurs hollywoodiens, ainsi que d'auteurs de science-fiction dans le but de comprendre l'impact du cinéma du genre sur le public en s'intéressant à la fois à son histoire et à la fois à son influence sur la culture.
En 2020, Lyndy Saville réalise un documentaire qui revient sur toute l'histoire de la science fiction au cinéma, intitulé La science-fiction fait son cinéma.